# Uliocnemis ceramicaria
Uliocnemis ceramicaria är en fjärilsart som beskrevs av Charles Oberthür 1916. Uliocnemis ceramicaria ingår i släktet Uliocnemis och familjen mätare. Inga underarter finns listade i Catalogue of Life.